# 19535 Rowanatkinson
19535 Rowanatkinson este o planetă minoră (asteroid), cu un diametru de 5,073 km, din centura de asteroizi. A fost descoperită pe 24 aprilie 1999 la Observatorul Reedy Creek de John Broughton⁠(d) și a fost numită după Rowan Atkinson. 
Obiectul prezintă o orbită caracterizată de o semiaxă mare de 2,6092809 UAi, o excentricitate de 0,19, o înclinație de 2,3595 ° în raport cu ecliptica.